# Maldane cuculligera
Maldane cuculligera är en ringmaskart som beskrevs av Ehlers 1887. Maldane cuculligera ingår i släktet Maldane och familjen Maldanidae. Inga underarter finns listade i Catalogue of Life.